# Championnats du monde de cyclisme sur route 2015
Navigation
Ponferrada 2014 Qatar 2016

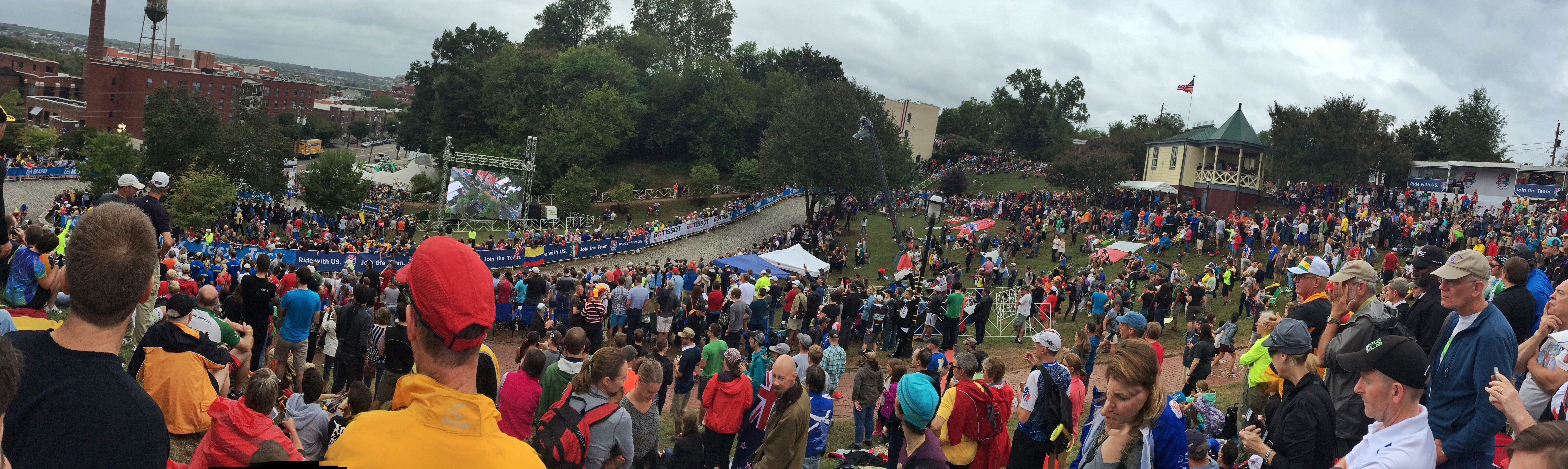
Les spectateurs dans Libby Hill.

Les Championnats du monde de cyclisme sur route 2015 se sont déroulés du 19 au 27 septembre 2015 à Richmond, aux États-Unis. La ville n'a jamais accueilli les championnats du monde auparavant ; la dernière ville américaine à les avoir accueillis est Colorado Springs en 1986.
La nation la plus médaillée dans ces championnats du monde est le pays hôte, les États-Unis avec trois médailles d'or et un total de huit médailles. La junior américaine Chloe Dygert, titrée sur la course en ligne et le contre-la-montre, est la seule sportive à avoir remporté deux titres. La Britannique Elizabeth Armitstead a remporté deux médailles, une médaille d'or sur la course en ligne et une médaille d'argent dans le contre-la-montre par équipe.
Le Slovaque Peter Sagan vainqueur de la médaille d'or dans la course sur route masculine, obtient après Peter Velits (dans la catégorie des espoirs en 2007), la deuxième médaille pour son pays dans l'histoire des mondiaux sur route. Chez les juniors, l'Autrichien Felix Gall devient champion du monde et obtient la première médaille d'or de l'histoire en cyclisme aux championnats du monde pour son pays natal.
La Rwandaise Jeanne D'arc Girubuntu devient la première cycliste féminine de l'Afrique Sub-saharienne à participer aux mondiaux. Sur le contre-la-montre,  elle se classe 44e avec un retard de plus de 7 minutes sur la Néo-Zélandaise Linda Villumsen. Sur la course en ligne, elle termine avant-dernière à plus de 11 minutes d'Elizabeth Armitstead.

## Candidatures
Le 20 février 2011, lorsque la date limite des candidatures fixée par l'UCI (UCI) a expiré, trois pays ont annoncé leur intention de poser un dossier pour recevoir les championnats.
- Richmond, Virginie, États-Unis
  - Richmond a annoncé sa candidature pour accueillir ces championnats lors d'une conférence de presse, le 21 décembre 2010[4].
- Oman[5]
  - Au cours du Tour d'Oman 2011, l'organisateur de la course et ancien champion du monde Eddy Merckx a confirmé que le pays arabe est candidat pour accueillir les championnats du monde de 2015. Il a offert son soutien, et les rapports des médias indique qu'il pourrait avoir un rôle clé dans l'organisation des championnats[6].
- Québec, Canada
  - La ville de Québec se porte candidat pour organiser ces championnats après avoir été encouragé par Pat McQuaid, le président de l'UCI[7],[8]. Québec est la seule ville canadienne à avoir déposé un dossier avant la date limite. En 2011, Québec se retire, évoquant le coût élevé de la tenue de l'événement (20 millions de dollars)[9].

Le 21 septembre 2011, Richmond est choisie comme ville hôte. L'événement est prévu pour se dérouler entre le 21 et le 27 septembre 2015.

## Impact économique

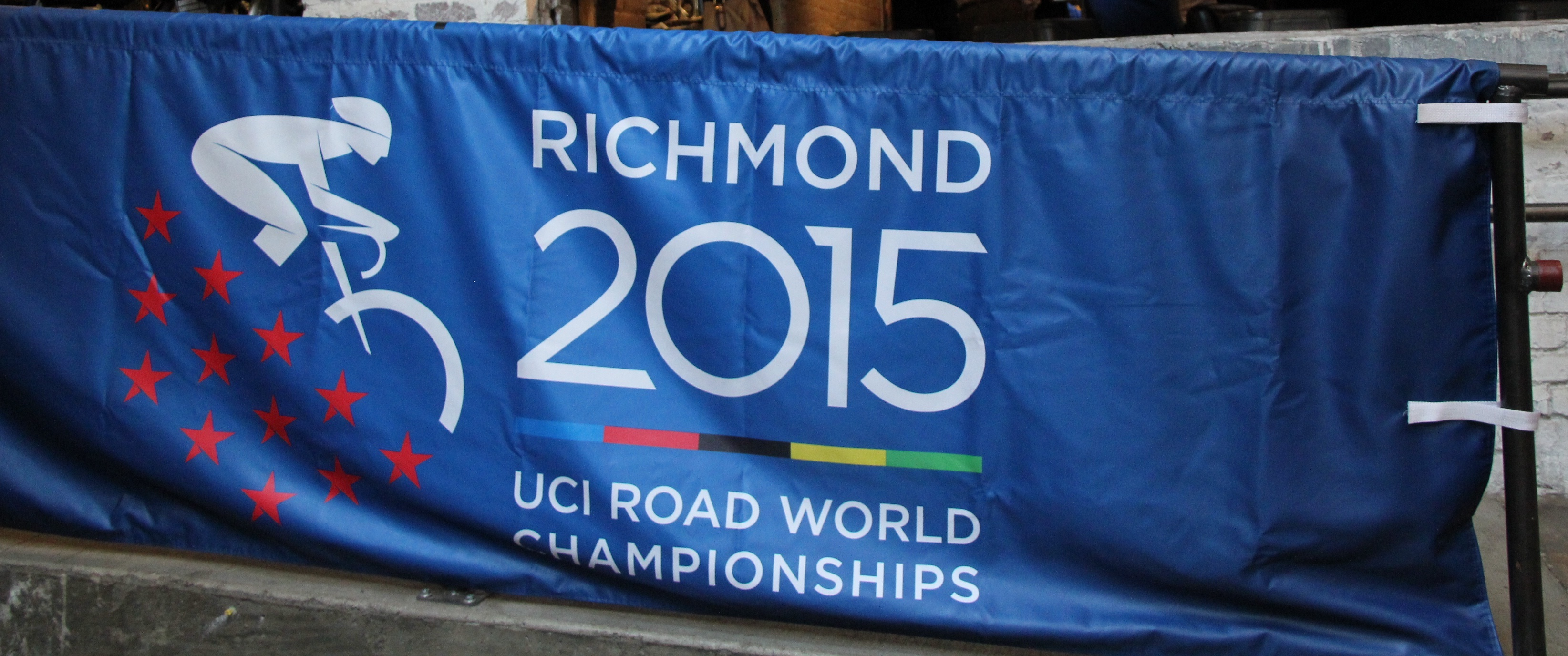
Bannière des championnats

Selon les organisateurs, ces championnats sont censés générer un impact économique important dans la région de Richmond. La tenue de l'événement peut générer un impact de 21,3 millions de dollars sur l'économie dans la région entre 2012 et 2015. Les dépenses des visiteurs peuvent apporter un impact économique de 129,2 millions  de dollars à la région en 2015. Les dépenses des visiteurs sont estimés à 3,8 millions $ en recettes fiscales pour les gouvernements locaux dans la grande région de Richmond en 2015. Pour la Virginie, l'impact économique est estimé à 158 100 000 $, à la fois pour l'événement et les dépenses des visiteurs. Richmond 2015 devrait générer également 5 millions  de dollars en recettes fiscales pour l'État.

## Programme
Toutes les courses débutent et se finissent à Richmond (Virginie). Les horaires sont basés sur le Eastern Daylight Time (UTC-4).
| 20 septembre                | 11 h 30         | 12 h 55         | Contre-la-montre par équipes UCI femmes | 38,8 km         | 38,8 km  |       |       |       |       |
| 20 septembre                | 13 h 30         | 15 h 35         | Contre-la-montre par équipes UCI hommes | 38,8 km         | 38,8 km  |       |       |       |       |
| Contre-la-montre individuel |                 |                 |                                         |                 |          |       |       |       |       |
| 21 septembre                | 10 h 00         | 11 h 10         | Contre-la-montre juniors femmes         | 15 km           | 15 km    |       |       |       |       |
| 21 septembre                | 11 h 30         | 15 h 50         | Contre-la-montre moins de 23 ans hommes | 29,9 km         | 29,9 km  |       |       |       |       |
| 22 septembre                | 09 h 30         | 13 h 05         | Contre-la-montre juniors hommes         | 29,9 km         | 29,9 km  |       |       |       |       |
| 22 septembre                | 13 h 30         | 16 h 45         | Contre-la-montre femmes                 | 29,9 km         | 29,9 km  |       |       |       |       |
| 23 septembre                | 13 h 00         | 15 h 30         | Contre-la-montre hommes                 | 53,10 km        | 53,10 km |       |       |       |       |
| Course en ligne             | Course en ligne | Course en ligne | Course en ligne                         | Course en ligne | Tours    | Tours | Tours | Tours | Tours |
| 25 septembre                | 10 h 00         | 11 h 50         | Junior femmes                           | 64,9 km         | 4        |       |       |       |       |
| 25 septembre                | 12 h 45         | 16 h 50         | Moins de 23 ans hommes                  | 162,2 km        | 10       |       |       |       |       |
| 26 septembre                | 09 h 00         | 12 h 15         | Junior hommes                           | 129,8 km        | 8        |       |       |       |       |
| 26 septembre                | 13 h 00         | 16 h 25         | Élite femmes                            | 129,8 km        | 8        |       |       |       |       |
| 27 septembre                | 09 h 00         | 15 h 40         | Élite hommes                            | 259,2 km        | 16       |       |       |       |       |

## Parcours

### Course en ligne

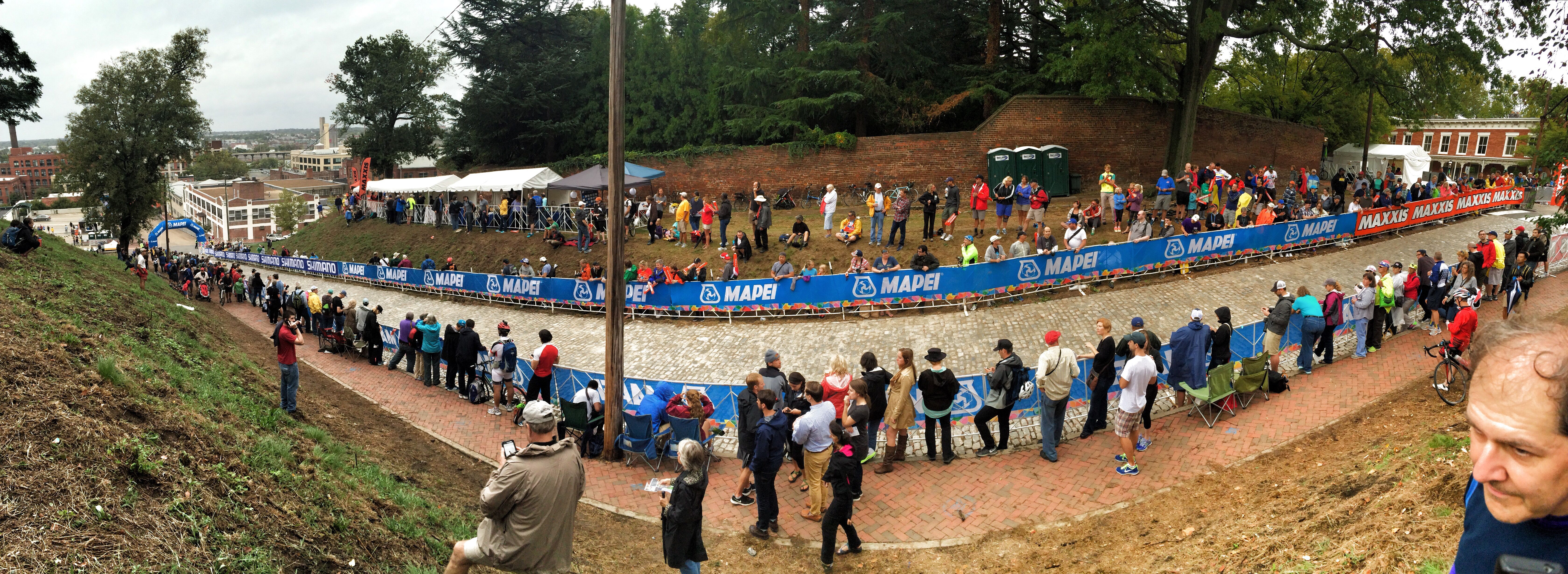
Une des deux ascensions pavées du circuit de la course en ligne.

Le processus de conception du parcours commence à l'été 2011. Trois facteurs principaux sont pris en compte lors de la conception du tracé : les aspects concurrentiels et techniques, présenter le meilleur de la région de Richmond et l'impact global sur les résidents et les entreprises locales. Un officiel de l'UCI inspecte les parcours en décembre 2013. Le tracé est officiellement annoncé en février 2014. Le parcours est utilisé en compétition lors des championnats nationaux collégiaux du 2 au 4 mai 2014. Toutes les courses se terminent au centre-ville de Richmond sur Broad Street, où les derniers mètres sont relativement plats. L'approche dans les derniers kilomètres est un peu difficile. Chaque tour de circuit est long de 10 miles (16 km) et contient un certain nombre de courtes et difficiles ascensions. Chaque tour de circuit contient environ 400 pieds (120 m) de dénivelé positif et comprend des secteurs pavés.

### Contre-la-montre (élite masculin)

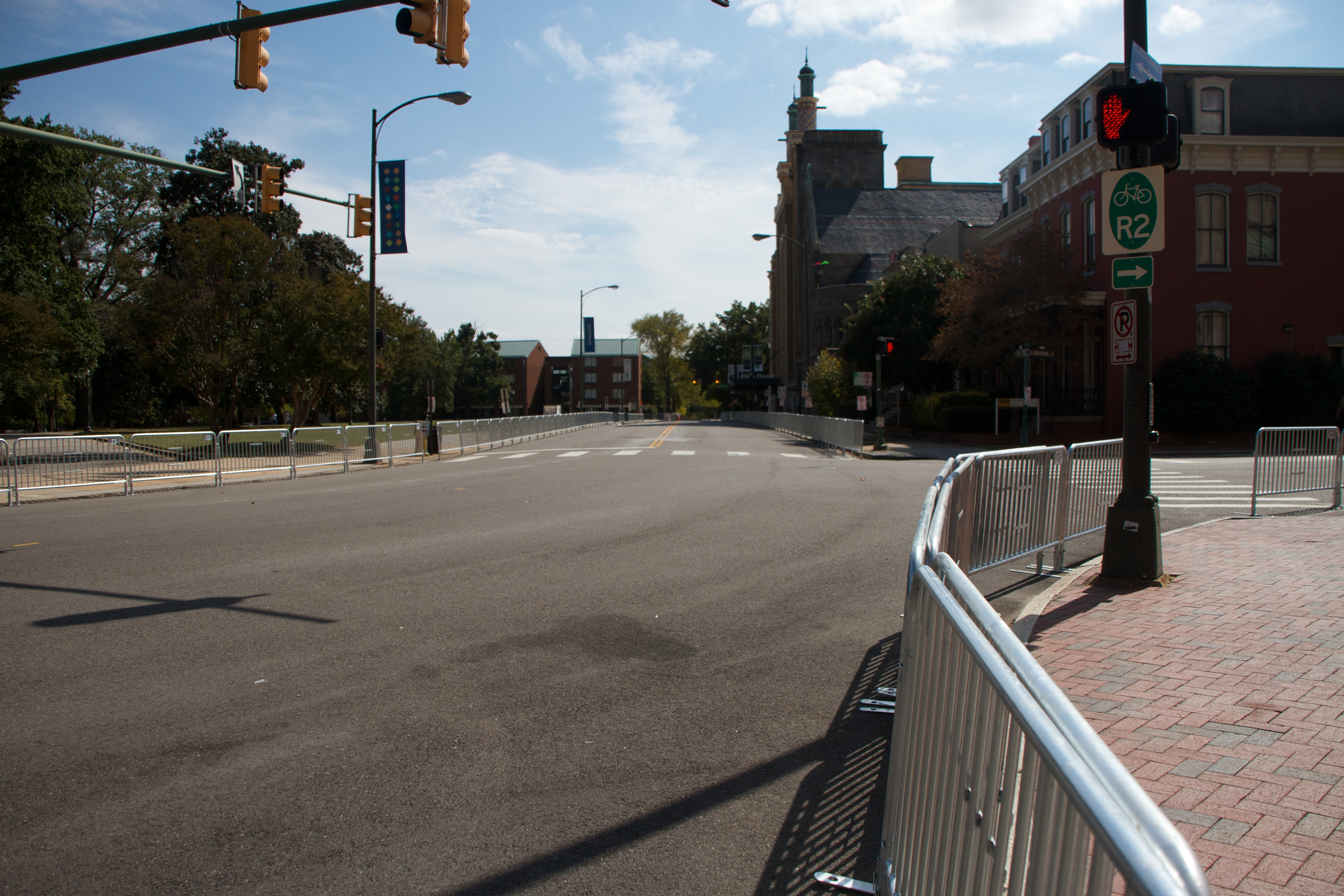
Une partie du parcours du contre-la-montre par équipes.

La longueur du parcours est de 53 km avec un dénivelé positif total de 245 mètres. Le parcours commence 20 miles au nord de Richmond à Kings Dominion, le premier parc d'attractions de Virginie. Les coureurs se rendent ensuite au Meadow Event Park, le foyer de la foire de l'État de la Virginie et lieu de naissance de Secretariat, un pur-sang, légende des courses hippiques. Ils se dirigent ensuite vers le sud sur de longues lignes droites, passant devant le Hanover County Courthouse (palais de justice du comté de Hanover), le troisième plus ancien palais de justice encore en usage aux États-Unis et qui remonte aux années 1740. Les longues collines sur les routes de Brook et Wilkinson ramènent les coureurs dans la ville de Richmond par la Virginia Union University avant de tourner dans le centre-ville.

### Contre-la-montre (élite féminin, moins de 23 ans et juniors)

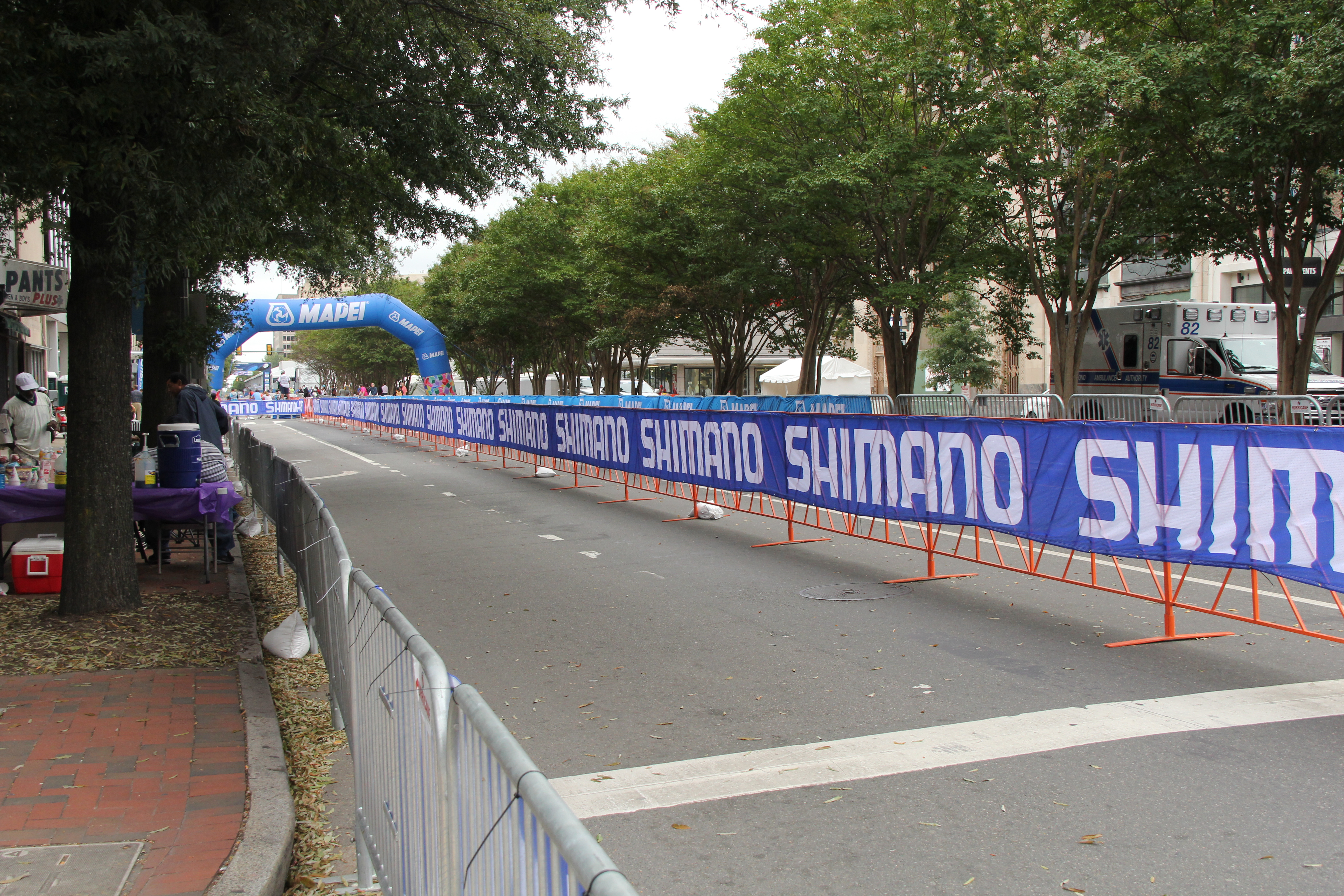
Une partie du parcours du contre-la-montre.

Tous les contre-la-montre individuels, en dehors des élites masculins, sont disputés sur un circuit. Les élites féminines, moins de 23 ans et juniors masculins parcourent deux tours du circuit, tandis que les juniors féminines complètent un seul tour. La longueur du tour est de 15 km avec un dénivelé positif total de 96 mètres.
Le circuit est tracé sur un parcours technique qui serpente à travers la ville de Richmond.

## Podiums

### Épreuves masculines
| Épreuves                             | Or                                                                                 | Or | Or              | Argent                                                                               | Argent | Argent  | Bronze                                                                                      | Bronze | Bronze  |
| ------------------------------------ | ---------------------------------------------------------------------------------- | -- | --------------- | ------------------------------------------------------------------------------------ | ------ | ------- | ------------------------------------------------------------------------------------------- | ------ | ------- |
| Élites                               |                                                                                    |    |                 |                                                                                      |        |         |                                                                                             |        |         |
| Course en ligne Résultats détaillés  | Peter Sagan                                                                        | en | 6 h 14 min 37 s | Michael Matthews                                                                     | +      | 3 s     | Ramūnas Navardauskas                                                                        | +      | 3 s     |
| Contre-la-montre Résultats détaillés | Vasil Kiryienka                                                                    | en | 1 h 2 min 29 s  | Adriano Malori                                                                       | +      | 9 s     | Jérôme Coppel                                                                               | +      | 26 s    |
| Par équipes UCI                      |                                                                                    |    |                 |                                                                                      |        |         |                                                                                             |        |         |
| Contre-la-montre Résultats détaillés | BMC Racing                                                                         | en | 42 min 7 s 97   | Etixx-Quick Step                                                                     | +      | 11 s 35 | Movistar                                                                                    | +      | 30 s 11 |
| Contre-la-montre Résultats détaillés | Rohan Dennis Silvan Dillier Stefan Küng Daniel Oss Taylor Phinney Manuel Quinziato | en | 42 min 7 s 97   | Tom Boonen Michał Kwiatkowski Yves Lampaert Tony Martin Niki Terpstra Rigoberto Urán | +      | 11 s 35 | Andrey Amador Jonathan Castroviejo Alex Dowsett Ion Izagirre Adriano Malori Jasha Sütterlin | +      | 30 s 11 |
| Moins de 23 ans                      |                                                                                    |    |                 |                                                                                      |        |         |                                                                                             |        |         |
| Course en ligne Résultats détaillés  | Kévin Ledanois                                                                     | en | 3 h 54 min 45 s | Simone Consonni                                                                      | +      | 0 s     | Anthony Turgis                                                                              | +      | 2 s     |
| Contre-la-montre Résultats détaillés | Mads Würtz Schmidt                                                                 | en | 37 min 10 s 96  | Maximilian Schachmann                                                                | +      | 12 s 20 | Lennard Kämna                                                                               | +      | 21 s 02 |
| Juniors                              |                                                                                    |    |                 |                                                                                      |        |         |                                                                                             |        |         |
| Course en ligne Résultats détaillés  | Felix Gall                                                                         | en | 3 h 11 min 9 s  | Clément Bétouigt-Suire                                                               | +      | 0 s     | Rasmus Pedersen                                                                             | +      | 2 s     |
| Contre-la-montre Résultats détaillés | Leo Appelt                                                                         | en | 37 min 45 s 01  | Adrien Costa                                                                         | +      | 17 s 22 | Brandon McNulty                                                                             | +      | 59 s 74 |

### Épreuves féminines
| Épreuves                             | Or                                                                                            | Or | Or              | Argent | Argent | Argent       | Bronze                                                                                                | Bronze | Bronze        |
| ------------------------------------ | --------------------------------------------------------------------------------------------- | -- | --------------- | --- | ------ | ------------ | --- | ------ | ------------- |
| Élites                               |                                                                                               |    |                 | |        |              | |        |               |
| Course en ligne Résultats détaillés  | Elizabeth Armitstead                                                                          | en | 3 h 23 min 56 s | Anna van der Breggen                                                                                      | +      | 0 s          | Megan Guarnier                                                                                        | +      | 0 s           |
| Contre-la-montre Résultats détaillés | Linda Villumsen                                                                               | en | 40 min 29 s 87  | Anna van der Breggen                                                                                      | +      | 2 s 54       | Lisa Brennauer                                                                                        | +      | 5 s 26        |
| Par équipes UCI                      |                                                                                               |    |                 | |        |              | |        |               |
| Contre-la-montre Résultats détaillés | Velocio-SRAM                                                                                  | en | 47 min 35 s 72  | Boels Dolmans                                                                                             | +      | 6 s 66       | Rabo Liv Women                                                                                        | +      | 56 s 12       |
| Contre-la-montre Résultats détaillés | Alena Amialiusik Lisa Brennauer Karol-Ann Canuel Barbara Guarischi Mieke Kröger Trixi Worrack | en | 47 min 35 s 72  | Elizabeth Armitstead Chantal Blaak Christine Majerus Katarzyna Pawłowska Evelyn Stevens Eleonora van Dijk | +      | 6 s 66       | Lucinda Brand Thalita de Jong Shara Gillow Roxane Knetemann Katarzyna Niewiadoma Anna van der Breggen | +      | 56 s 12       |
| Juniors                              |                                                                                               |    |                 | |        |              | |        |               |
| Course en ligne Résultats détaillés  | Chloe Dygert                                                                                  | en | 1 h 42 min 16 s | Emma White                                                                                                | +      | 1 min 23 s   | Agnieszka Skalniak                                                                                    | +      | 1 min 28 s    |
| Contre-la-montre Résultats détaillés | Chloe Dygert                                                                                  | en | 20 min 18 s 47  | Emma White                                                                                                | +      | 1 min 5 s 53 | Anna-Leeza Hull                                                                                       | +      | 1 min 26 s 08 |

## Tableau des médailles
| Rang  | Nation           | Or | Argent | Bronze | Total |
| ----- | ---------------- | -- | ------ | ------ | ----- |
| 1     | États-Unis       | 2  | 3      | 2      | 7     |
| 2     | Allemagne        | 1  | 1      | 2      | 4     |
| 2     | France           | 1  | 1      | 2      | 4     |
| 4     | Danemark         | 1  | 0      | 1      | 2     |
| 5     | Autriche         | 1  | 0      | 0      | 1     |
| 5     | Biélorussie      | 1  | 0      | 0      | 1     |
| 5     | Nouvelle-Zélande | 1  | 0      | 0      | 1     |
| 5     | Royaume-Uni      | 1  | 0      | 0      | 1     |
| 5     | Slovaquie        | 1  | 0      | 0      | 1     |
| 10    | Pays-Bas         | 0  | 2      | 0      | 2     |
| 10    | Italie           | 0  | 2      | 0      | 2     |
| 12    | Australie        | 0  | 1      | 1      | 2     |
| 13    | Lituanie         | 0  | 0      | 1      | 1     |
| 13    | Pologne          | 0  | 0      | 1      | 1     |
| Total | Total            | 10 | 10     | 10     | 30    |

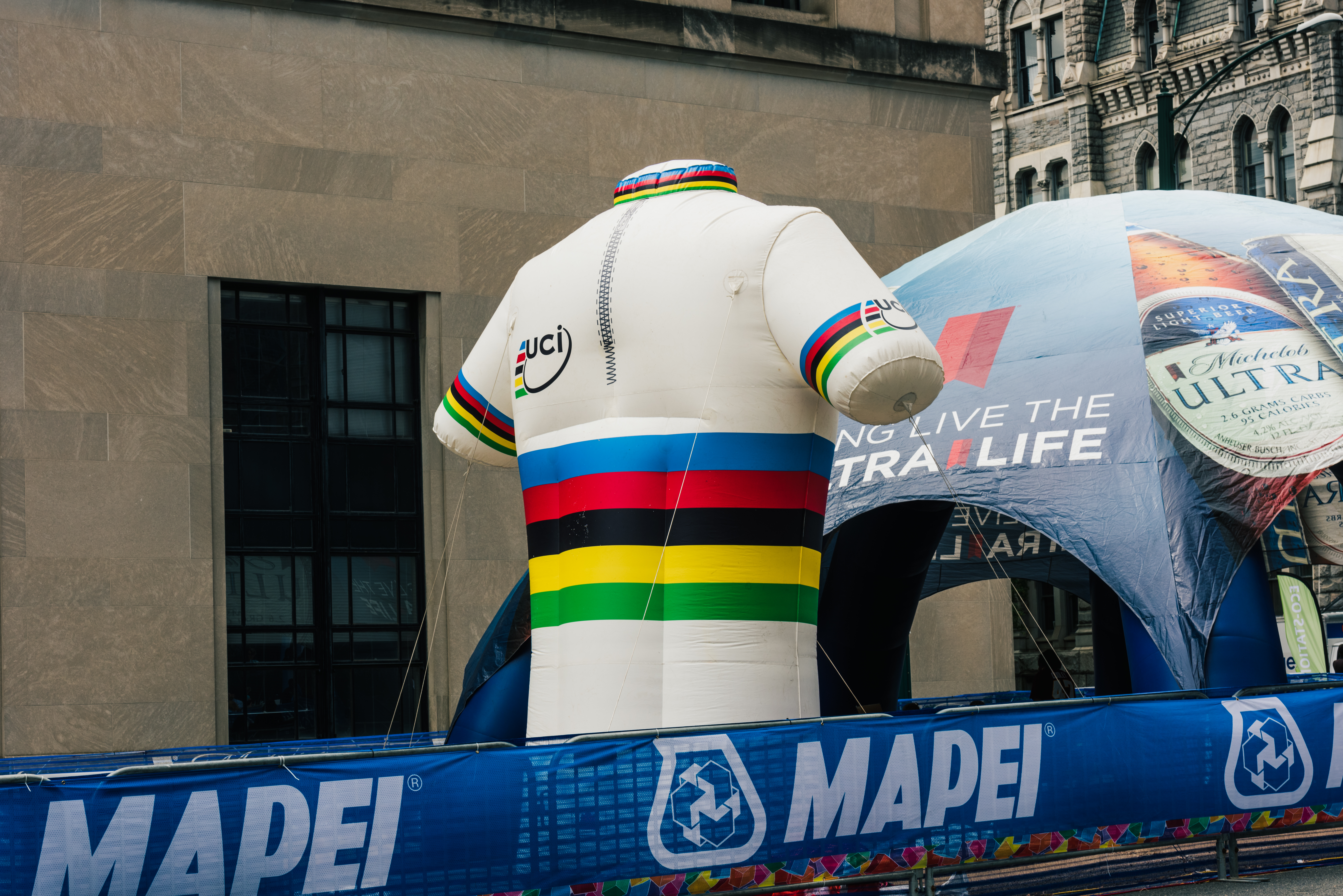
Le maillot arc-en-ciel gonflable pendant les championnats.

Note : Les médailles des épreuves de contre-la-montre par équipes de marques, récompensant au sein de chaque équipe des coureurs et coureuses de différentes nationalités, ne sont pas comptabilisées dans ce tableau

## Classement par nation
L'UCI intègre pour la première fois lors des mondiaux sur route, un classement par nations. Il est calculé par l’addition des points obtenus par tous les coureurs de chaque nation dans les épreuves du contre-la-montre individuel et de la course en ligne, suivant un barème de points.
| #  | Nation           | Points |
| -- | ---------------- | ------ |
| 1  | Pays-Bas         | 545    |
| 2  | France           | 430    |
| 3  | Australie        | 425    |
| 4  | États-Unis       | 424    |
| 5  | Italie           | 349    |
| 6  | Pologne          | 241    |
| 7  | Allemagne        | 230    |
| 8  | Royaume-Uni      | 227    |
| 9  | Biélorussie      | 220    |
| 10 | Slovaquie        | 200    |
| 11 | Norvège          | 159    |
| 12 | Espagne          | 150    |
| 13 | Suisse           | 144    |
| 14 | Canada           | 140    |
| 14 | Lituanie         | 140    |
| 16 | Suède            | 130    |
| 17 | Nouvelle-Zélande | 125    |
| 18 | Belgique         | 105    |
| 19 | Portugal         | 100    |
| 20 | Danemark         | 98     |
| 21 | Afrique du Sud   | 43     |
| 22 | Estonie          | 33     |
| 22 | Russie           | 33     |
| 24 | Tchéquie         | 32     |
| 25 | Japon            | 31     |
| 26 | Luxembourg       | 26     |
| 27 | Autriche         | 20     |
| 28 | Argentine        | 10     |
| 29 | Kazakhstan       | 8      |
| 30 | Érythrée         | 7      |
| 31 | Colombie         | 6      |
| 32 | Lettonie         | 5      |
| 32 | Ukraine          | 5      |